# Catogenus castaneus
Catogenus castaneus is een keversoort uit de familie Passandridae. De wetenschappelijke naam van de soort is voor het eerst geldig gepubliceerd in 1834 door Perty.